# The Red Widow
The Red Widow er en amerikansk stumfilm fra 1916 af James Durkin.

## Medvirkende
- John Barrymore som Cicero Hannibal Butts.
- Flora Zabelle som Anna Varvara.
- John Hendricks som Baron Strickoutvich.
- Eugene Redding som Ivan Scorpioff.
- Millard Benson som Basil Romanoff.